# スペシャルジョイント 2010春 〜感謝満開!真野恵里菜2周年突入&スマイレージ メジャーデビューへ桜咲け!ライブ〜
「スペシャルジョイント 2010春 〜感謝満開!真野恵里菜2周年突入&スマイレージ メジャーデビューへ桜咲け!ライブ〜」は、2010年3月・4月に開催された真野恵里菜とスマイレージ（現「アンジュルム」）のジョイントライブ。

## 出演
- 真野恵里菜
- スマイレージ

和田彩花、前田憂佳、福田花音、小川紗季
- MC：さわやか五郎（岡見時秀）

## 日程
- 2010年3月14日 NHK大阪ホール
- 2010年3月21日 愛知勤労会館
- 2010年4月3日 渋谷C.C.レモンホール

## DVD

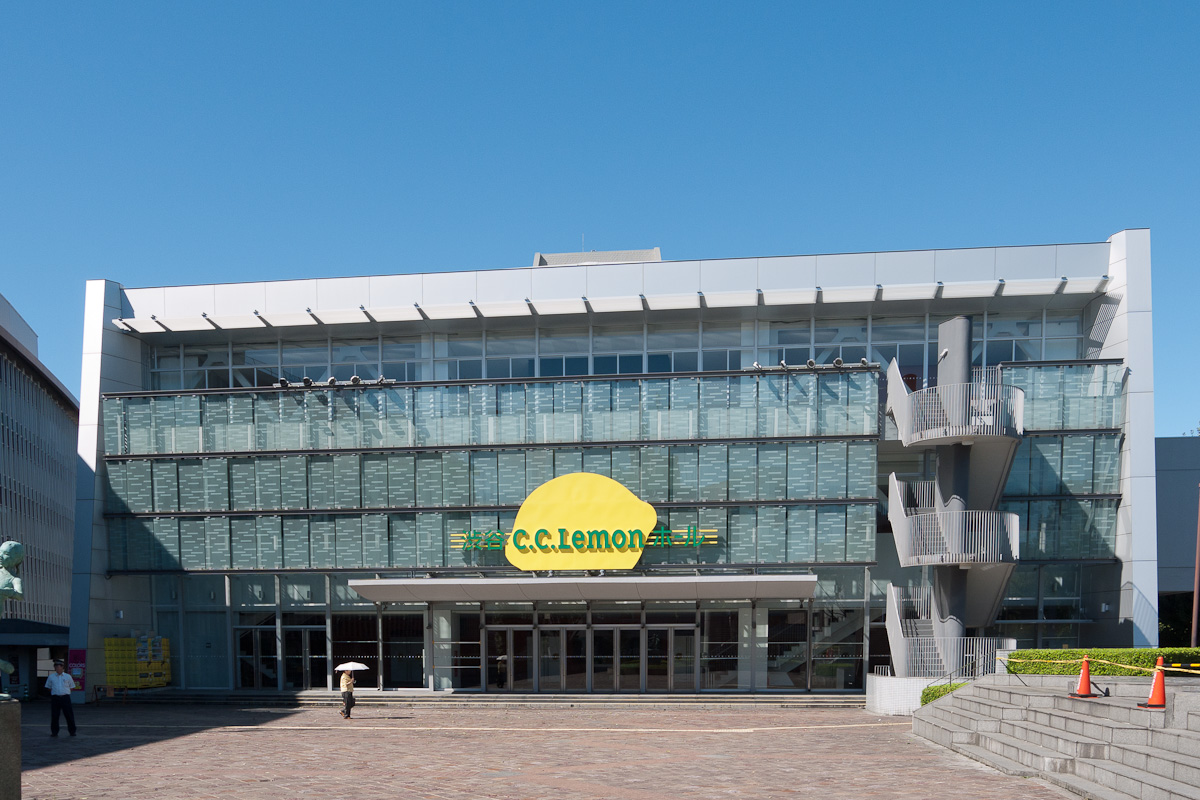
会場の渋谷C.C.Lemonホール（渋谷公会堂）

『スペシャルジョイント 2010春 〜感謝満開!真野恵里菜2周年突入&スマイレージ メジャーデビューへ桜咲け!ライブ〜』（2010年6月16日、hachama）HKBN50131 
2010年4月3日に渋谷C.C.レモンホールで行われた様子を収録。

### 収録曲
1. OPENING
2. グルグルJUMP（全員）
3. MC1
4. オトナになるって難しい!!!（スマイレージ）
5. あすはデートなのに、今すぐ声が聞きたい（スマイレージ）
6. まつげの先に君がいる（真野）
7. MC2
8. 春の嵐（真野）
9. OSOZAKI娘（真野）
10. MC3
11. 夢見る 15歳（スマイレージ）
12. MC4
13. ぁまのじゃく（スマイレージ）
14. スキちゃん（スマイレージ）
15. MC5
16. 乙女の祈り（真野）
17. ラッキーオーラ（真野恵里菜withスマイレージ）
18. はじめての経験（真野恵里菜withスマイレージ）
19. Love & Peace = パラダイス（真野恵里菜withスマイレージ）
20. MC6
21. JUMP（全員）
22. I Know（全員）
23. MC7
特典映像
24. リハーサル風景
25. ゲネプロ・バックステージ映像